# Ochthebius nonaginta
Ochthebius nonaginta es una especie de escarabajo del género Ochthebius, familia Hydraenidae. Fue descrita científicamente por Jaech en 1998.
Se distribuye por Turquía. Mide 2,2 milímetros de longitud y su edeago 0,4 milímetros. Se ha encontrado a altitudes de hasta 2300 metros.